# Гурко Динев
Гурко Динев Садилов е български революционер, войвода на Вътрешната македоно-одринска революционна организация.

## Биография
Динев е роден в 1869 година в Охрид, тогава в Османската империя. Работи като учител. Влиза във ВМОРО и става четник при Деян Димитров. При избухването на Илинденско-Преображенското въстание е начело на четите, които трябва да прекъснат телеграфа между Охрид и Струга. Попада в засада и загива край село Мешеища.
Заедно с него загива Христо Мороищалията.